# ゆとりすとパークおおとよ
ゆとりすとパークおおとよは、高知県長岡郡大豊町にあるキャンプ場で、標高777mのところにある。四国八十八景28番。

## 概要
各種アウトドアライフが楽しめる。コテージやログハウスを始め、テントサイトなどが揃っている。
雲海、夕陽、満天の星空が堪能できるなど、日常を忘れリトリートを味わえる。

## 設備
- アスレチック遊具
- キャンプ場（テントサイト）計33サイト（100V電源・流し台・BBQ炉完備）※うち10サイトワンちゃん同伴可
- コテージ　全7棟（寝具・調理器具・食器・冷蔵庫・レンジ・テレビ・エアコン・バス・トイレ完備）※うち1棟ワンちゃん同伴可
- キッズトレイン(有料)
- ゆとりすとハウス（クラフト体験、射的などができる。）
- レストラン・売店
- フラワー・ガーデン
- RVパーク（100V電源を完備した日本RV協会公認の車中泊専用駐車施設）計5区画
- ログハウス計3棟（2段ベッド(寝具無）、エアコン、照明あり）※うち1棟ワンちゃん同伴可
- グラスハウス
- サニタリー棟（コインランドリー、シャワー完備）
- グラスハウス・サニタリー棟（コインランドリー、シャワー完備）
- 多目的棟（50名収容可能）
- 車椅子トイレ[3]

## 営業期間及び時間
- 開設期間/ コテージ棟、テントサイトの宿泊は通年可。

その他の施設の定休日/ 毎週火曜日（12月〜3月は冬季休園期間あり）
- 営業時間（予約受付時間）/ 10:00〜17:00（インターネット予約「なっぷ」にて24時間受付あり）

## 利用料金
- 入園料: 無料（R4.３月２５日より当面の間入園料無料）
- コテージ　基本料１３４００円、利用料大人１１００円、小学生５５０円(未就学児無料)、ワンちゃん※１１００円　５名定員　※ワンちゃん指定棟に限る
- ログハウス　基本料５４００円、利用料大人６００円、小学生３００円(未就学児無料）、ワンちゃん※１１００円　４名定員　※ワンちゃん指定棟に限る
- キャンプ場　基本料２４００円、利用料大人６００円、小学生３００円(未就学児無料）、ワンちゃん無料　１区画４名が目安　※ワンちゃん指定区画に限る　　（以上の利用料金は令和４年６月現在の価格です）

## アクセス
- 高知自動車道大豊ICから約14km。
- JR土讃線・大杉駅より車で約20分。

## 周辺・近隣施設等
- 梶ヶ森県立自然公園
- 龍王の滝
- 道の駅大杉
- 杉の大スギ
- 豊楽寺薬師堂（国宝）
- NHK大豊ラジオ中継放送所